# 光環 (光象)

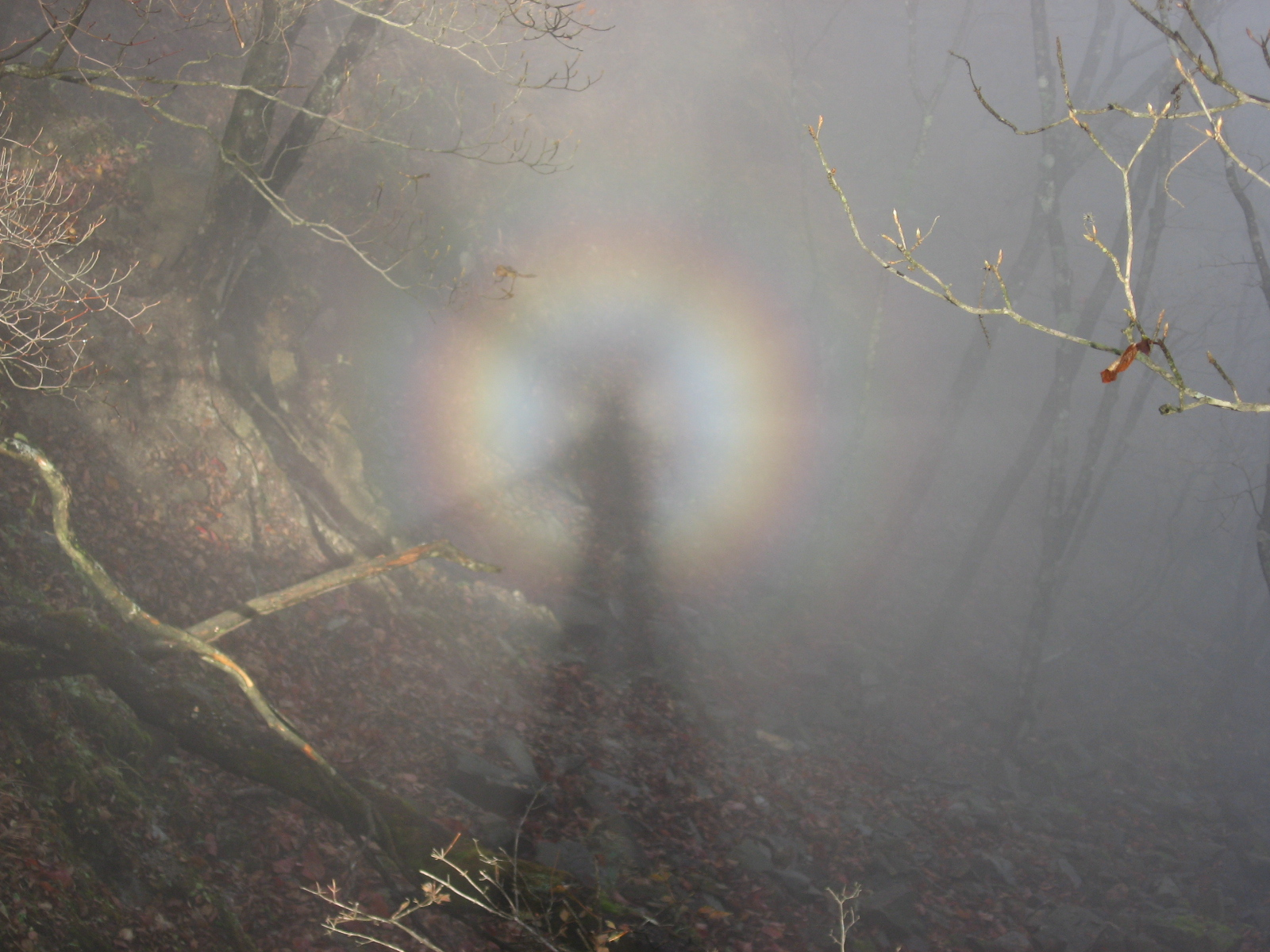
雲霧中出現的光環

光環（Glory）為氣象學的名詞，中國宋朝時稱為光相、現代中文習稱佛光、寶光、寶光環、觀音圈、觀音輪、反日華等等；歐洲則稱作布羅肯幽靈，是一種陽光透過雲霧反射，並經由雲霧中的水滴發生繞射與干涉，最後形成一圈彩虹光環的光学现象1，在光環中經常包括觀察者本身的陰影。

## 光学现象

### 形成條件
- 背向陽光
- 含有微細均勻水滴的雲霧
- 晴天
- 晨間或午後
- 太阳、观察者头、云雾大致在同一直线

### 形成原因

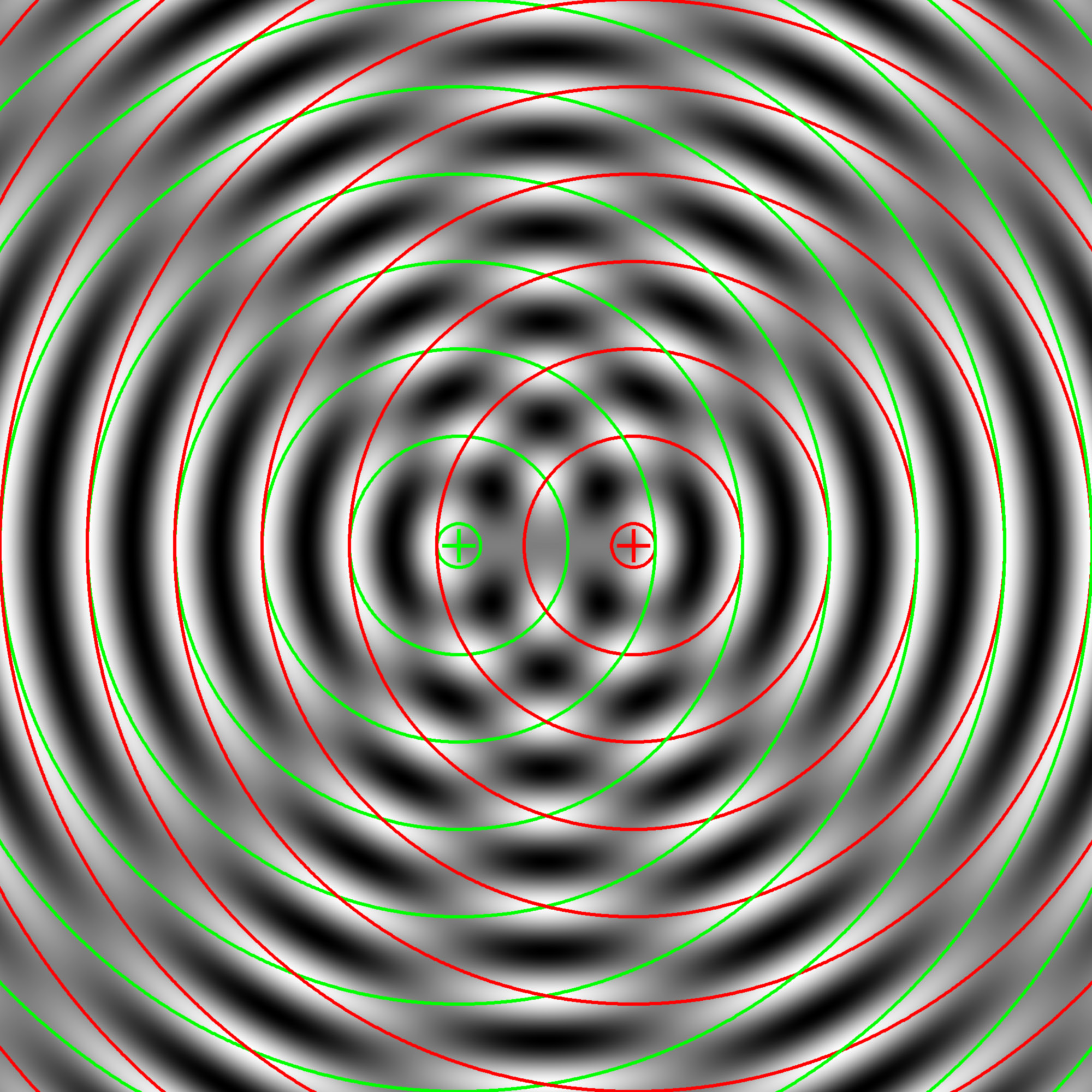
兩個光源干涉所形成的明暗區間如水波分佈

發生原因與日華2類似，但是和彩虹一樣光線折回觀察者的眼裡。也就是觀察者位於陽光與成像的水滴之間，所以單圈色彩順序與彩虹相同；外側靠近太陽為紅橙色，內側遠離太陽為藍紫色。
1. 雲霧反射陽光。
  1. 陽光穿過水滴表面產生第一次折射進入水滴。
  2. 在水滴背向太陽處產生反射。
  3. 陽光穿過水滴表面產生第二次折射反向射出水滴。
2. 光線穿過含有水滴的雲霧產生繞射現象。
3. 繞射現象在水滴旁形成新光源。
4. 新光源彼此相互干涉：
  1. 光波相結合處會看到明亮的光，相抵消處的光線較暗。
  2. 不同色光的由於繞射角度不同，一種色光的明亮區在另一種色光的陰暗區顯現出來，漸次形成色彩次序。
5. 最後所有的干涉的共同結果是在光源週遭形成內藍外紅的彩虹光環[1][2]。

### 觀察地點

#### 峨嵋山
峨嵋十景之首「金頂祥光」指的是在峨嵋山的金頂包括了四大奇觀：雲海、日出、佛光、聖燈。其中的佛光指的就是「峨嵋寶光」，根據色調、形狀與大小不同又區分為：
- 水光：白色無紅暈。
- 壁支光：大如簸箕。
- 童子光：小如鐃鈸。
- 仙人首或仙人掌光：光稍上移或直東斜移。
- 金橋：光環如虹。
- 清現：無雲出現。
- 反現：早上光環出現在金頂西面。
- 大現：雲霧遠而光環大。
- 小現：雲霧近而光環小。

又根據佛教的說法認為是普賢菩薩顯露真容，隨緣應化，所以叫作「光相」又稱「普賢光明」。而當發生「攝身現象」即光環中見到自身的人影時又叫作「攝身光」。最佳的觀看時間是下午2至5時，地點在睹光台及攝身岩，一年可見100餘次。
1177年宋朝詩人范成大在峨嵋山遊覽時留下峨嵋寶光的觀察紀錄，包括形成條件為陽光與雲霧，以及繞射光環與色彩變化，其《峨眉山行記》中指出：「凡佛光欲現，必先布雲。」「外暈三重，每重有青、黃、紅、綠之色。」亦曾提詩《光相》曰：「重輪疊影印岩腹，非煙非霧染丹青。我與化人中共住，鏡光覿面交相呈。」。明代陸游在觀察日記中則將峨嵋寶光的出現條件記載為「山中光怪，若虹霓然，見於雲日映射之際。」清朝詩人丁文灿在《看見佛光》一詩云：「雲成五色現廳光，形似民珠不可方，更有一樁奇異中，人人影在簡中藏。」清朝另一詩人譚鐘岳則作詩云：「非雲非霧起層空，異彩奇輝迥不同。試向石台高處望，人人都在佛光中。」。

#### 臺灣
臺灣的佛教與道教信仰鼎盛，對信徒來說觀世音菩薩是兩種宗教共同重視與親近人民的神祇。因此，臺灣有許多信仰觀音的寺廟，著名的有艋舺龍山寺、法鼓山、緣道觀音廟等。臺彎地名也有舊名石觀音的觀音區還有觀音山、小觀音山等均以觀音為名。民間亦習稱在臺灣高山常見的光環為「觀音圈」或「觀音輪」。
出現時間長者多為海拔高於3000公尺的高山3，如：玉山、雪山、合歡山、合歡主峰、向陽山、關山、三叉山、鋸山等等。
出現時間短者則為經常有雲霧的郊山3，如大屯火山群的大屯山、小觀音山、竹子山等。

#### 日本
日本有山岳靈峰的信仰，對山神存有敬畏之心。在富士山
的最高點「十合目」，一般稱作「富士頂上」，於日出時可以欣賞到光環，稱作「御來光」（又作）。日本人將御來光視作一種吉兆，對信徒來說，御來光是阿彌陀佛（阿弥陀如来（あみだにょらい））從西方極樂世界傳來信息，會對看到的人帶來好運。因此，看到自己被一圈七彩光環圍起的人通常會非常感動，認為是神跡降臨。除了富士山外，槍岳（槍ヶ岳（やりがたけ））的開山僧侶播隆上人在山上看到御來光也傳為佳話。

#### 德国
德國中部哈尔茨山脈的布羅肯山峰的山頂經常出現會巨大光環，又稱作布羅肯奇景（Specter of the Brocken）。
最初發現的登山隊由於無法解釋眼前的光環，以為是山中的幽靈，所以稱作「布羅肯幽靈」。
1780年由約翰·斯伯奇萊克記錄為「布羅肯虹」。

#### 飛機上

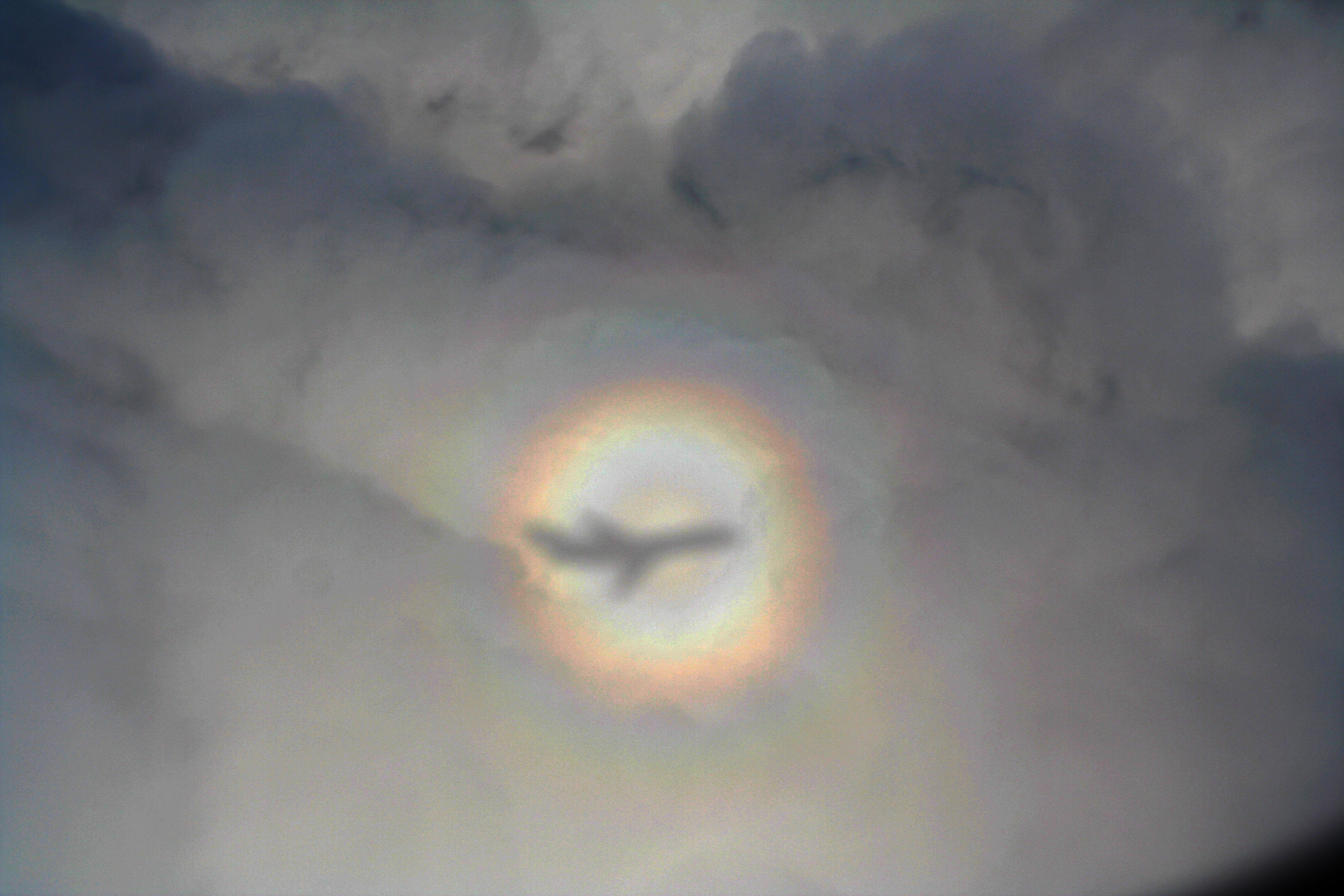
飛機光環

搭乘飛機旅行時，由於飛機經常飛於雲氣之上的平流層，所以容易在太陽反向的雲上觀察到包括飛機陰影的飛機光環。

#### 其他观测地点
- 中國大陆
  - 山東：泰山
  - 山西：五台山佛光寺
  - 浙江：靈岩寺
  - 江蘇：南京鐘山、北極閣
  - 安徽：黄山、潛山
  - 江西：盧山
  - 雲南：雞足山
  - 四川：大瓦屋山、小瓦屋山
  - 西藏：拉薩河谷
- 蒙古：蒙古草原[14]

- 烏克蘭
  - 克里米亞半島

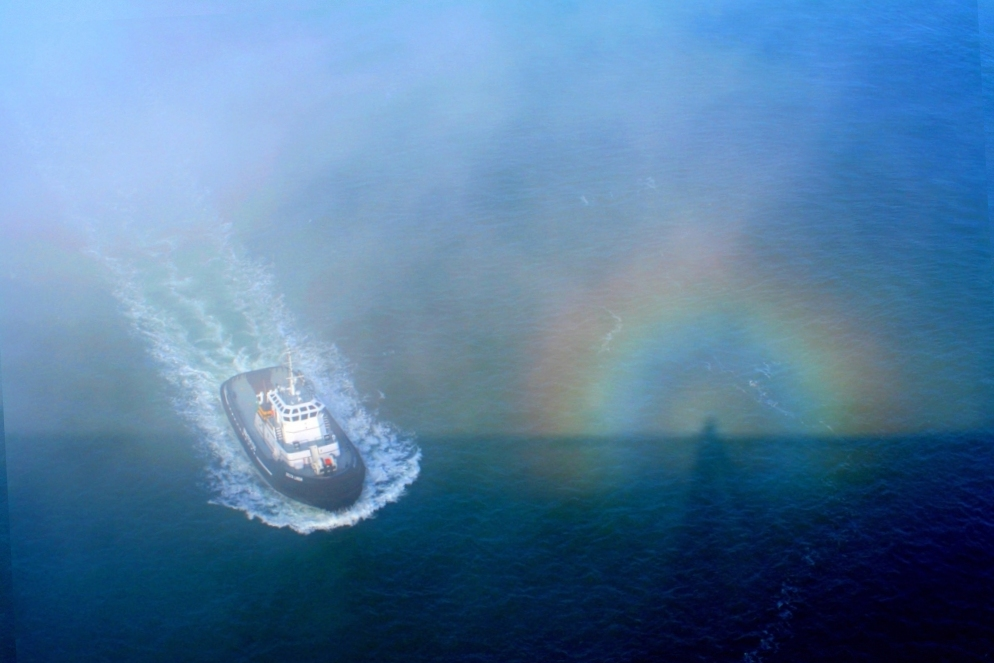
舊金山

  - 黑海和亞速海間的克里米亞山脈（Crimean Mountains）的羅曼克什山（Roman-Kosh）
- 瑞士：北鲁根山（Baregg）
- 法國和瑞士間的侏羅山脈（Jura Mountains；汝拉山脈）
- 英國：蘇格蘭安提列西山（An Teallach）
- 美國
  - 亞利桑那州大峽谷
  - 加利福尼亞州舊金山市金門大橋
- 南非洲：潘巴馬斯山[15][16]

https://web.archive.org/web/20151208134513/https://fbcdn-sphotos-f-a.akamaihd.net/hphotos-ak-xpf1/t31.0-8/12291709_10153719639426093_8581904469782158710_o.jpg

### 照片集

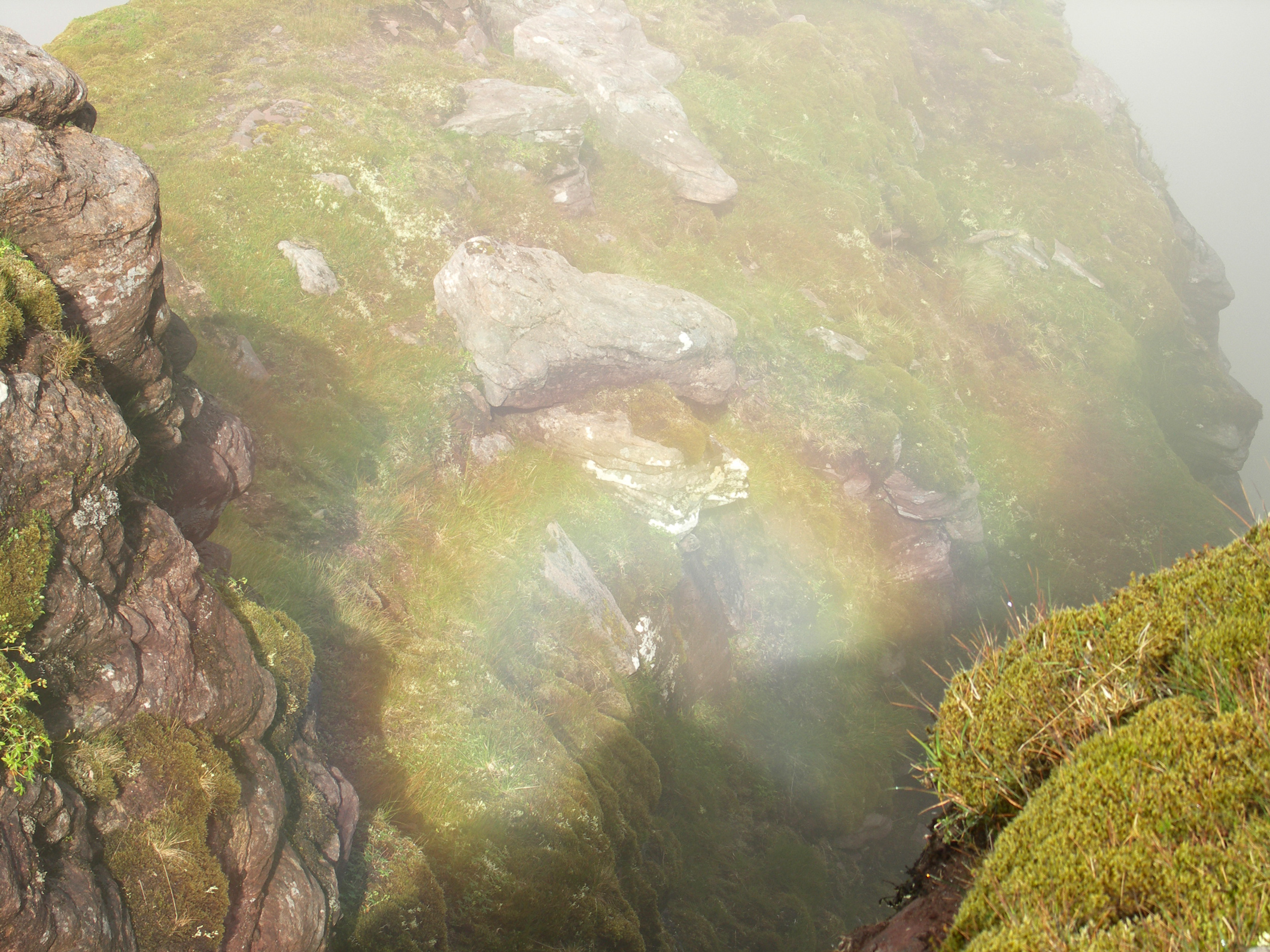
蘇格蘭安提列西山
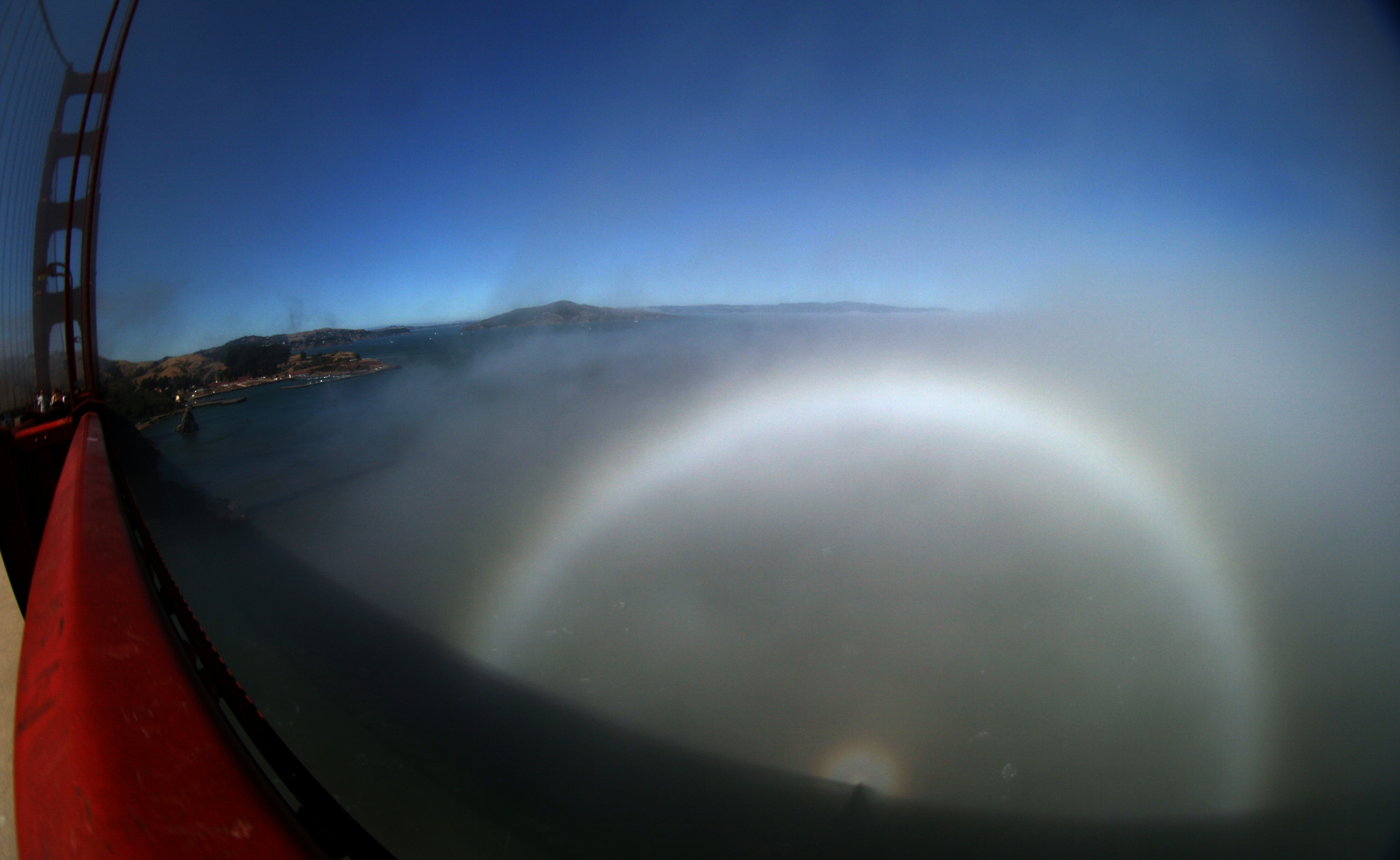
舊金山金門大橋（2007）
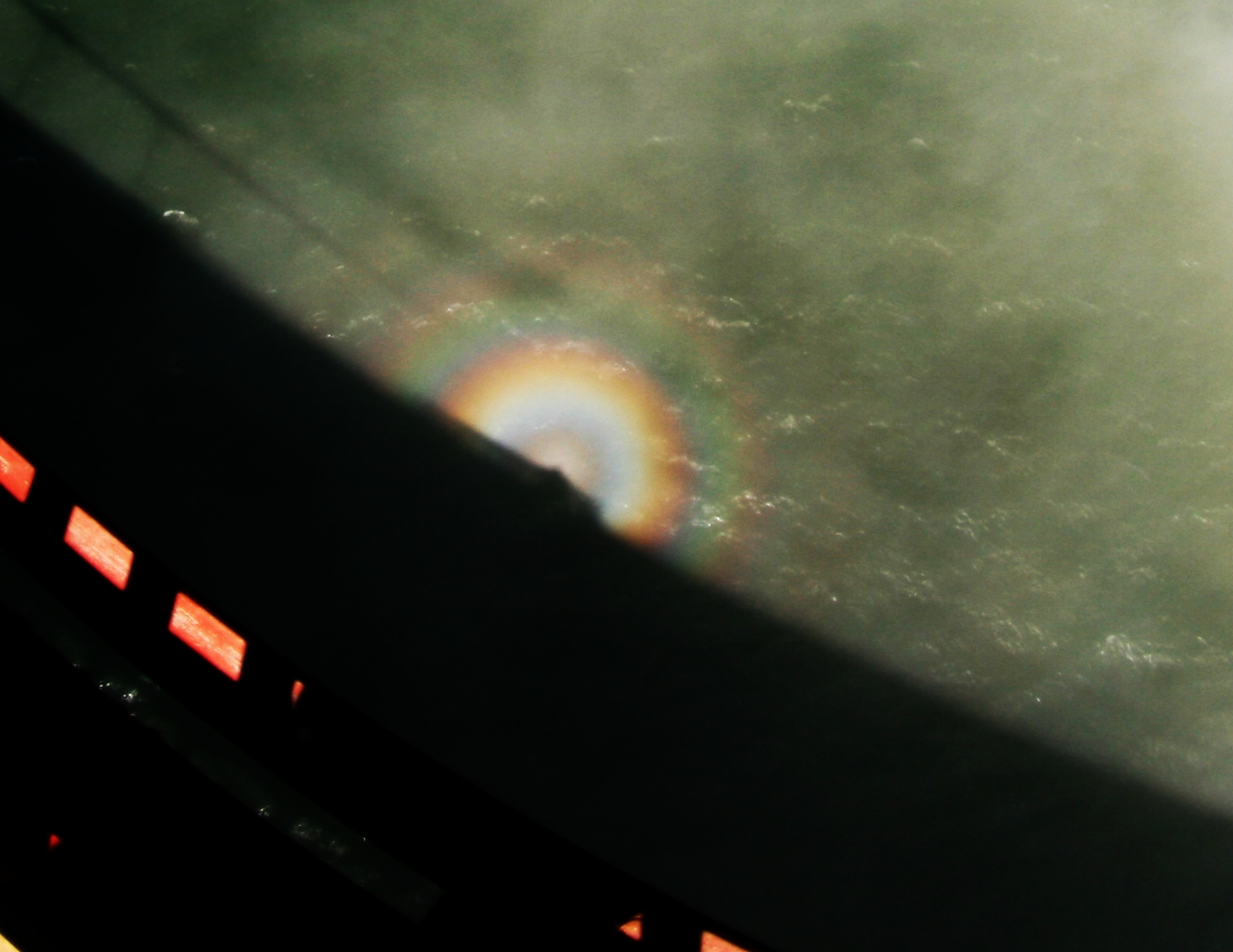
多環光環
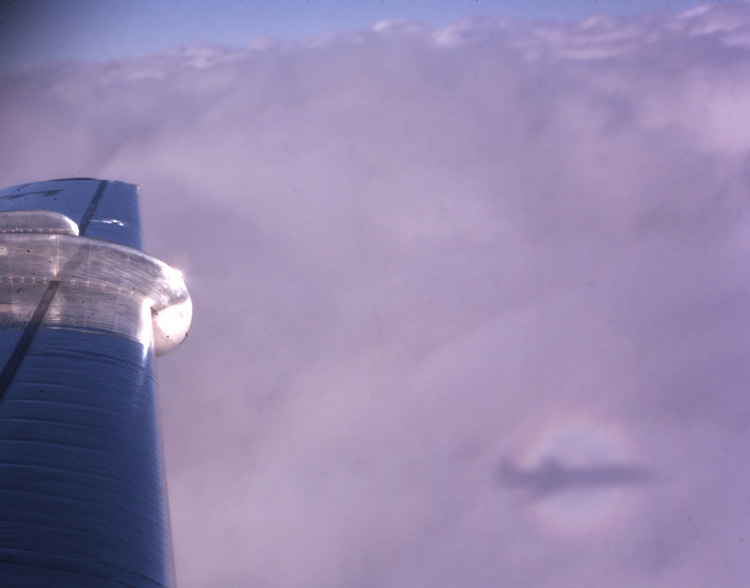
飛機光環
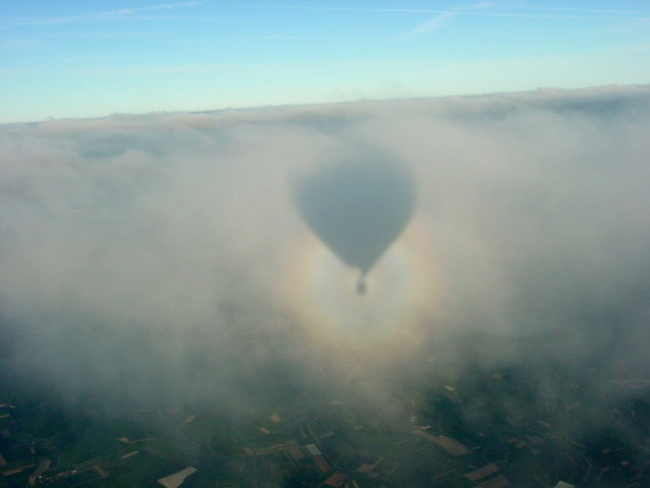
熱氣球光環
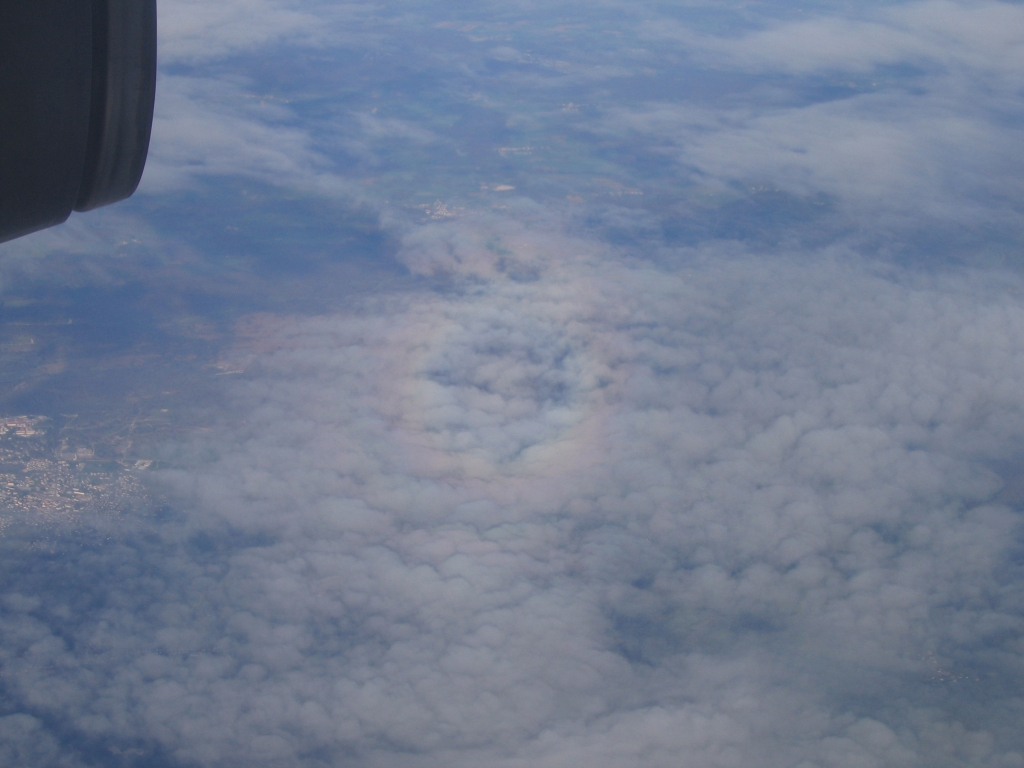
飛機光環
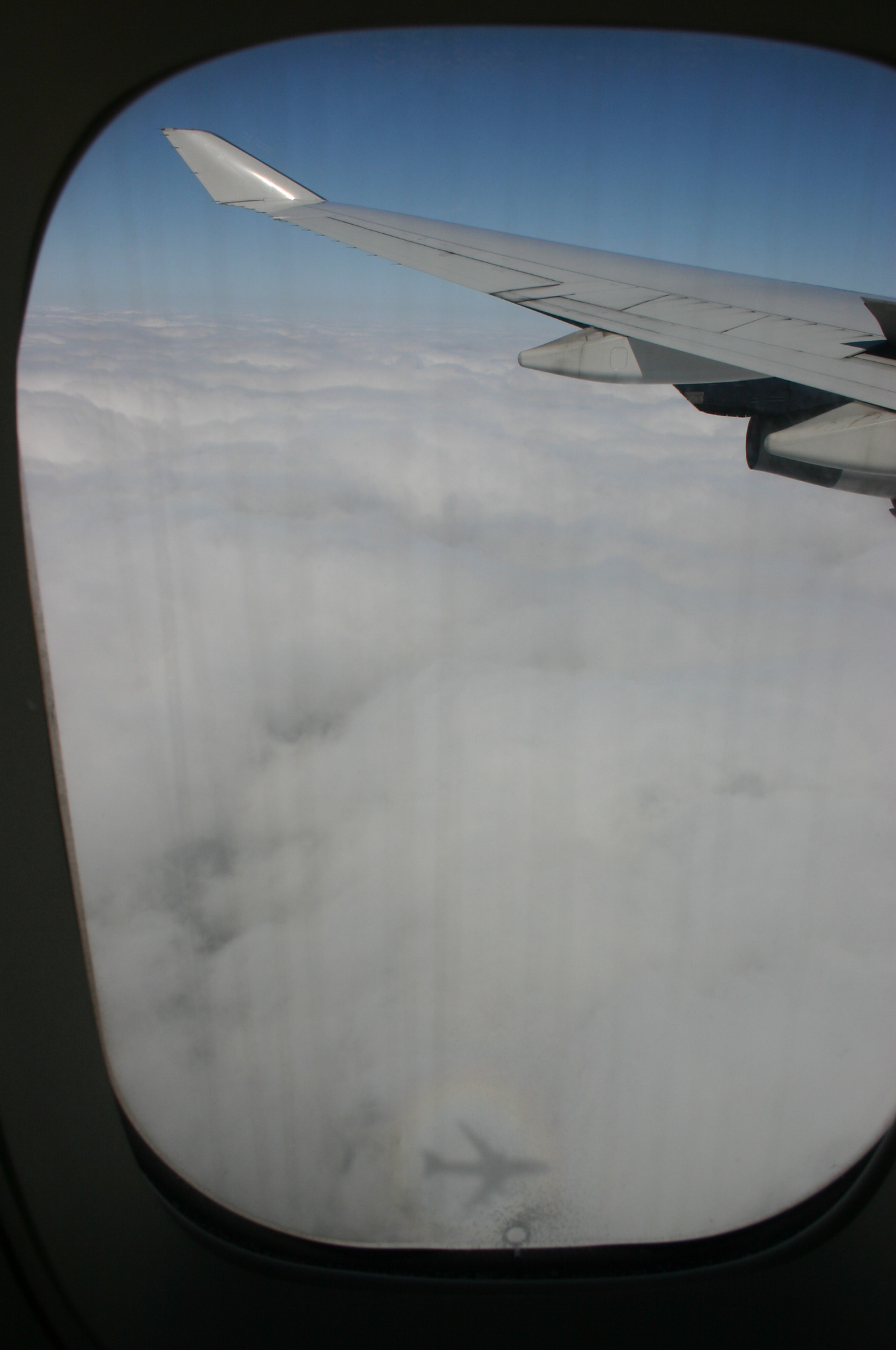
飛機光環

## 文化

### 布羅肯幽靈
光環現象在歐洲則稱作布羅肯幽靈（英語：Brocken Specter）、布羅肯虹（英語：Brocken Bow）或布羅肯現象（英語：Brocken Phenomenon）
在德國的傳說中，4月30日夜裡，全歐洲的巫師、妖怪都會飛到德國中部哈尔茨山脈的布羅肯山峰參加魔鬼的宴會，叫作瓦爾普吉斯之夜（Walpurgisnacht）或布羅肯峰之夜。
德國文豪歌德於1808年發表寫作了60年才完成的悲劇《浮士德》中的一幕為瓦爾普吉斯之夜。主人翁浮士德被魔鬼梅菲斯特（Mephistopheles）帶去參加群魔亂舞的布羅肯峰之夜。後來的作家將布羅肯峰之夜引申為「群魔夜」，如：法國作家巴爾扎克的《驢皮記》，前蘇聯作家米爾加科夫的《大師與瑪格麗特》以及德國童話大師米切爾·恩德的《願望潘趣酒》。

### 動畫
日本動畫《名偵探柯南》第348、349話《愛、幽靈和地球遺產》及第545、546话《雾中尖叫的魔女》（单行本第63卷）提到的特殊光環現象為布羅肯現象（ブロッケン現象）。

### 漫畫
日本漫畫《伊藤潤二恐怖漫畫精選集》第15冊提到的特殊光環現象為布羅肯現象（ブロッケン現象）。

### 小說
中國作者赵群於2004年10月發表個人第一部偵探推理小說《布罗肯幽灵》，內容描述主角罗新宇在日本的邪惡社會中，解開一樁歷史沈冤懸案。

## 其他意涵
光環可以當作個人的光榮、榮耀解釋，也可以用來表示神佛的御光。正面使用為表示人的成就或神佛的能力所及之處。負面使用則多用來影涉光環之下看不見的缺點。

## 外部連結
- 奇異的光象 - 科學月刊
- The Glory（页面存档备份，存于） - Atmospheric Optics（页面存档备份，存于）
- 每日一天文圖-寶光 - 成功大學物理分站
- 查詢glory相片（页面存档备份，存于） - Flickr